# Tazumal

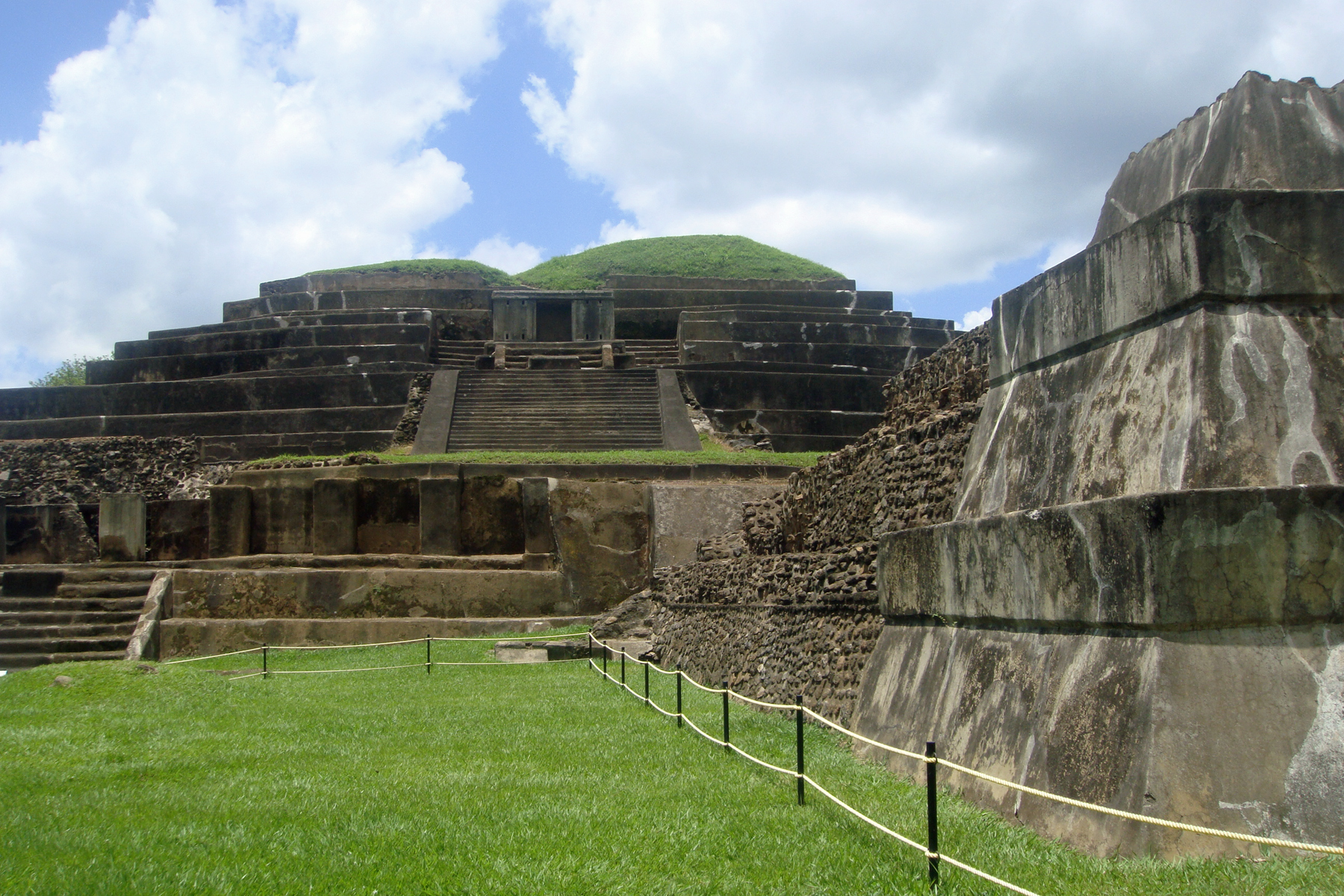
Tazumal – Blick vorbei an der „Kleinen Pyramide“ auf die „Große Pyramide“

Tazumal ist eine Ruinenstätte der Maya im Westen des heutigen mittelamerikanischen Staates El Salvador. Es ist die bedeutendste Maya-Stätte in El Salvador.

## Toponym
Der Ortsname Tazumal entstammt der Sprache der Quiché-Maya und bedeutet so viel wie „Ort der Opferverbrennung“; ob der heutige Name allerdings der ursprünglichen Bezeichnung des Ortes entspricht, ist – nicht nur im Fall von Tazumal – zweifelhaft.

## Lage
Tazumal liegt nur wenige hundert Meter außerhalb der 650 m hoch gelegenen Stadt Chalchuapa, im Departamento Santa Ana. Bis zur Hauptstadt San Salvador sind es knapp 80 km (Fahrtstrecke) in südöstlicher Richtung. Die nächstgelegene bedeutende Maya-Stadt Copán im heutigen Honduras ist etwa 300 km (Fahrtstrecke), bzw. 200 km (Luftlinie) entfernt.

## Geschichte
Über die Geschichte von Tazumal ist nicht viel bekannt – wahrscheinlich wurde die Stadt um 100 n. Chr. erstmals besiedelt. Tazumal entwickelte sich zu einem regional bedeutenden Handels- und Kultzentrum. Eine wichtige Rolle spielte der Import und die Verarbeitung von Obsidian. Jade, Kakao, Baumwolle und Salz wurden umgeschlagen. Die Bewohner stellten kunstvolle Keramikschalen her, die auch im weit entfernten Petén und Cuello nachgefragt wurden. Im Zentrum des Ortes wurden mehrere 15 m hohe Pyramiden errichtet, umgeben von Wohnbezirken. Im 6. Jahrhundert bedeckte die Tierra Blanca Joven (TBJ)-Eruption des knapp 80 km entfernten Ilopango den Boden der Region mit einer etwa knietiefen Schicht Tephra. Wahrscheinlich kam der Maisanbau zum Erliegen, viele Einwohner könnten nach Copán geflohen und zu dessen Aufstieg beigetragen haben.
Anhand späterer Funde vermutet man, dass es in der Blütezeit (ca. 600–900 n. Chr.) merkantile und kulturelle Beziehungen zu Copán und Zentralmexiko gab. Vergleichsweise spät, d. h. um das Jahr 1200, wurde Tazumal aufgegeben. Einige Funde aus späterer Zeit lassen jedoch darauf schließen, dass ein kulturell-religiöses Leben an dieser Stelle noch bis ins 15. Jahrhundert hinein fortexistierte.
Die Maya-Stätte wurde in den 1940er Jahren von amerikanischen Archäologen untersucht und in den 1950er Jahren restauriert bzw. rekonstruiert. Dabei wurden Teile der Außenmauern – zum Zweck der Stabilisierung und in Erinnerung an den ehemals vorhandenen Stucküberzug – mit Zementputz verkleidet. Am 18. Oktober 2004 rutschte nach heftigen Regenfällen eine dieser Verkleidungen ab und riss einen Teil der Pyramide mit zu Boden.

## Ruinenstätte

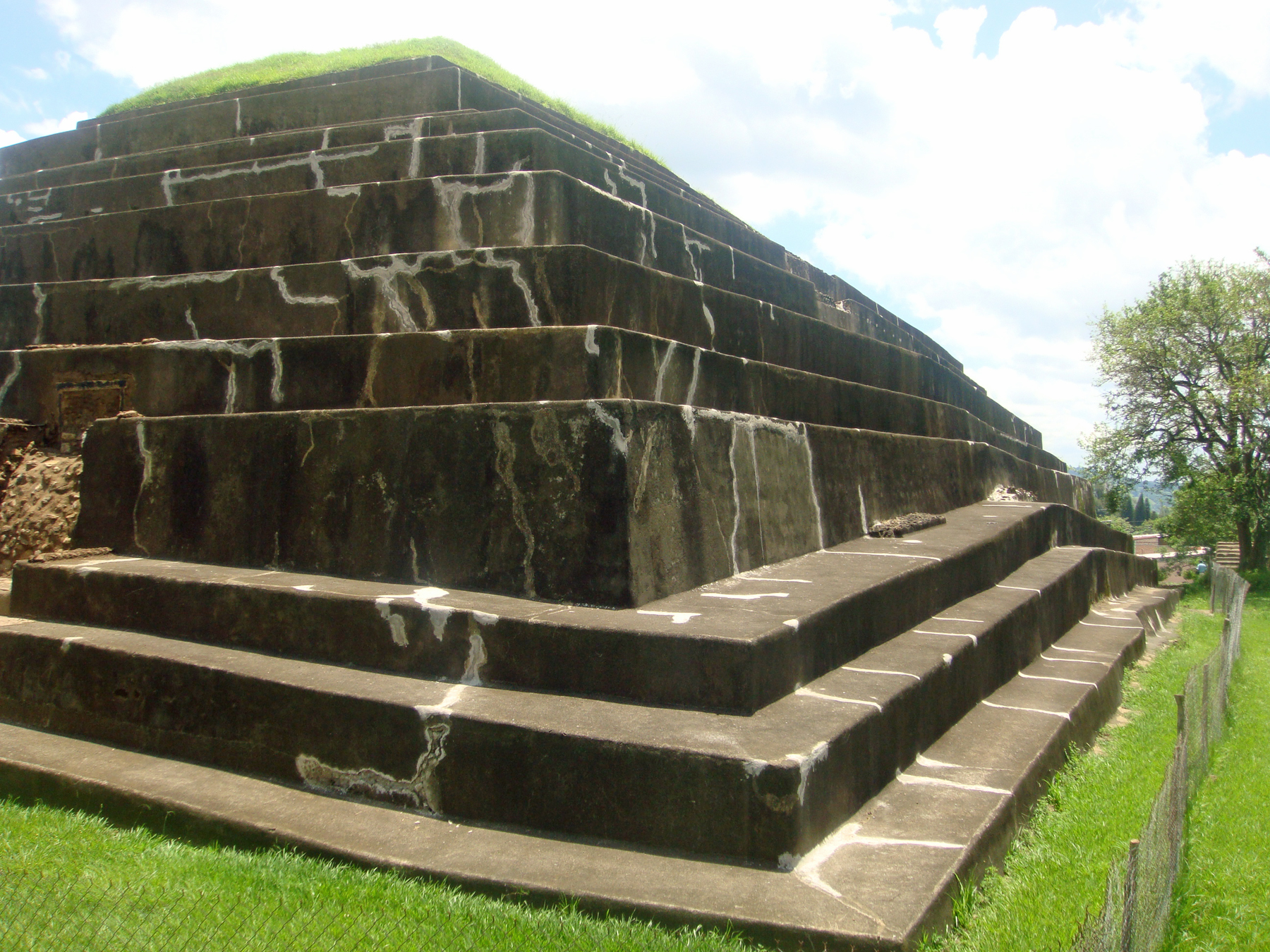
Blick auf die Süd- und Ostseite der obersten Tazumal-Pyramide.

Unter den auf einem Gelände von ca. 10 km² verstreuten Bauten von Tazumal stechen zwei Tempelpyramiden hervor: Während die Abstufungen der rechteckig angelegten und etwa 23 m hohen „Großen Pyramide“ überwiegend im rechten Winkel verlaufen, ist im restaurierten bzw. rekonstruierten architektonischen Aufbau der etwa 12 m hohen „Kleinen Pyramide“ ein Talud-tablero-Schema zu erkennen, welches letztlich auf zentralmexikanische Einflüsse (ursprünglich Teotihuacán, später auch Tenochtitlán u. a.) zurückgeführt werden kann. Von den ehemals an der Spitze der beiden Pyramiden befindlichen Tempeln ist nichts erhalten geblieben.
Ein nicht restaurierter Ballspielplatz ist in seinen Grundzügen zu erkennen. Stelen mit Inschrift- oder Datumsglyphen, oder andere freistehende Monumente sucht man in Tazumal vergeblich.

## Museum
Im örtlichen Museum ist eine aus der Zeit um 1450 stammende beinahe lebensgroße Statue von Xipe-Totec, dem – mit der abgezogenen Haut eines geopferten Menschen bekleideten – aztekischen Gott des Frühlings, ausgestellt. Auch andere Exponate werden präsentiert, darunter zwei figürliche Stelen, mehrere unbehauene Findlinge mit kleinen figürlichen Reliefdarstellungen, ein zoomorpher Opferstein, ein Jochstein (yugo), bemalte oder mit Ritzungen versehene Opferschalen (möglicherweise Grabbeigaben) und einige kleinere Keramikfiguren.

## Bedeutung
Das Fehlen von Schrift- und Datumsglyphen sowie die naturbelassenen großen Steine mit kleinen Reliefdarstellungen legen eine zeitliche Verwandtschaft zu ähnlichen Zermonialzentren im Gebiet der Pazifikkulturen Guatemalas, insbesondere der Cotzumalhuapa-Kultur nahe.